# 가야초등학교 (부산)
가야초등학교(伽倻初等學校)는 대한민국 부산광역시 부산진구에 있는 공립 초등학교이다.

## 학교 연혁
- 1948년 11월 1일 동평공립국민학교 개교 (565명 8학급)
- 1951년 7월 14일 제1회 졸업
- 1964년 3월 1일 가야국민학교로 교명 변경
- 1967년 9월 1일 개금국민학교 분리 (14학급)
- 1973년 3월 1일 가남국민학교 분리 (24학급)
- 1977년 9월 1일 가평국민학교 분리
- 1981년 3월 1일 가산국민학교 분리 (24학급)
- 1994년 8월 3일 체육관 준공
- 1996년 3월 1일 가야초등학교로 교명 변경
- 2007년 7월 1일 학교 개축공사 시작
- 2008년 2월 21일 제58회 졸업(301명, 누계28,699명)
- 2008년 3월 3일 48학급 편제(반46학급,특수2학급)
- 2008년 9월 1일 개축교실 입주
- 2009년 2월 21일 제59회 졸업(244명,누계28,943명)
- 2009년 2월 28일 BTL 재건축공사 준공
- 2009년 3월 1일 47학급 편제(반45학급,특수2학급)
- 2009년 5월 20일 BTL 재건축 입교식
- 2010년 2월 20일 제60회 종업식(233명,누계29,176명)
- 2010년 3월 1일 46학급 편성(일반학급45학급,특수학급2학급)
- 2011년 2월 18일 제61회 졸업식(218명,총 29394명)
- 2011년 3월 1일 47학급 편성(일반학급45학급,특수학급2학급)
- 2012년 2월 15일 제62회 졸업식(244명,누계29,607명)
- 2012년 3월 1일 47학급 편성
- 2025년 3월 1일 가산초등학교 통합

## 참고 자료
- 가야초등학교 - 한국교육학술정보원 학교알리미